# Lavras
Lavras város Brazíliában, Minas Gerais államban. Lakosainak száma 104 761 fő (2022). Lavras Carmo da Cachoeira, Ribeirão Vermelho, Ingaí, Nepomuceno, Ijaci, Itumirim és Perdões községekkel határos.

## Népesség
A település népességének változása:
| Lakosok száma | 78 772 | 92 200 | 104 783 | 105 756 | 104 761 |
|               | 2000   | 2010   | 2020    | 2021    | 2022    |